# Amerongse Berg

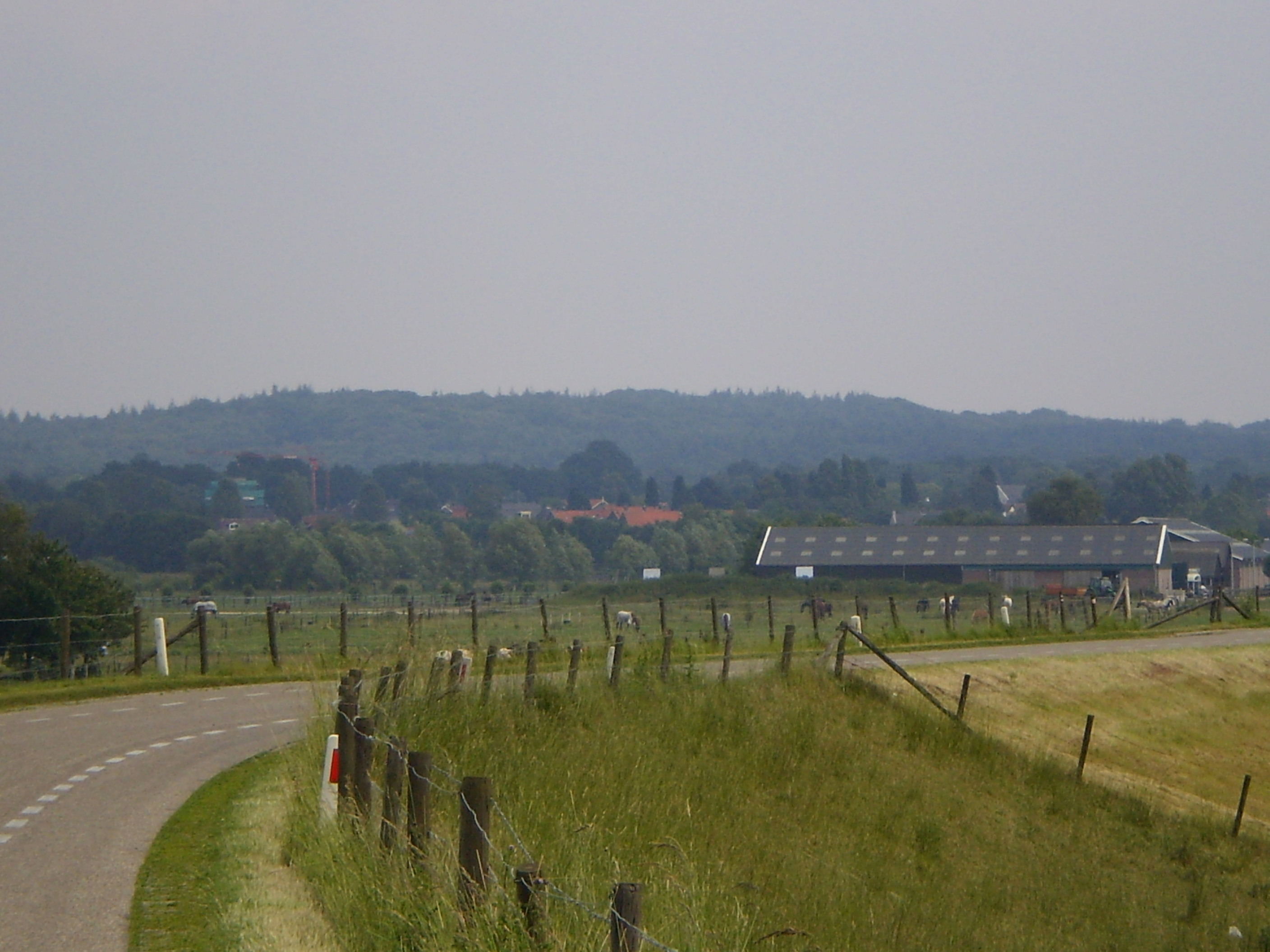
Amerongse Berg

Der Amerongse Berg ist mit 69 Metern die höchste Erhebung der niederländischen Provinz Utrecht. Er liegt in einem Wald, dem Amerongse Bos, welcher von den Schlossherren von  Schloss Amerongen angelegt wurde.
Koordinaten: 52° 1′ N, 5° 28′ O